# Merville-Franceville-Plage
Merville-Franceville-Plage és un municipi francès situat al departament de Calvados i a la regió de Normandia. L'any 2007 tenia 1.753 habitants.

## Demografia

### Població
El 2007 la població de fet de Merville-Franceville-Plage era de 1.753 persones. Hi havia 786 famílies de les quals 252 eren unipersonals (100 homes vivint sols i 152 dones vivint soles), 277 parelles sense fills, 185 parelles amb fills i 72 famílies monoparentals amb fills.
La població ha evolucionat segons el següent gràfic:
Habitants censats

### Habitatges
El 2007 hi havia 2.569 habitatges, 817 eren l'habitatge principal de la família, 1.721 eren segones residències i 32 estaven desocupats. 1.536 eren cases i 803 eren apartaments. Dels 817 habitatges principals, 556 estaven ocupats pels seus propietaris, 233 estaven llogats i ocupats pels llogaters i 28 estaven cedits a títol gratuït; 20 tenien una cambra, 90 en tenien dues, 188 en tenien tres, 192 en tenien quatre i 327 en tenien cinc o més. 614 habitatges disposaven pel capbaix d'una plaça de pàrquing. A 401 habitatges hi havia un automòbil i a 309 n'hi havia dos o més.

### Piràmide de població
La piràmide de població per edats i sexe el 2009 era:
| Homes | Edats   | Dones |
| ----- | ------- | ----- |
| 0     | 95 o +  | 0     |
| 0     | 90 a 94 | 12    |
| 16    | 85 a 89 | 32    |
| 4     | 80 a 84 | 12    |
| 44    | 75 a 79 | 48    |
| 36    | 70 a 74 | 60    |
| 56    | 65 a 69 | 36    |
| 60    | 60 a 64 | 72    |
| 52    | 55 a 59 | 64    |
| 52    | 50 a 54 | 72    |
| 40    | 45 a 49 | 40    |
| 48    | 40 a 44 | 48    |
| 48    | 35 a 39 | 60    |
| 36    | 30 a 34 | 44    |
| 40    | 25 a 29 | 28    |
| 32    | 20 a 24 | 28    |
| 44    | 15 a 19 | 32    |
| 56    | 10 a 14 | 28    |
| 40    | 5 a 9   | 48    |
| 48    | 0 a 4   | 24    |

## Economia
El 2007 la població en edat de treballar era de 1.045 persones, 720 eren actives i 325 eren inactives. De les 720 persones actives 645 estaven ocupades (328 homes i 317 dones) i 75 estaven aturades (33 homes i 42 dones). De les 325 persones inactives 160 estaven jubilades, 78 estaven estudiant i 87 estaven classificades com a «altres inactius».

### Ingressos
El 2009 a Merville-Franceville-Plage hi havia 1.002 unitats fiscals que integraven 2.144,5 persones, la mediana anual d'ingressos fiscals per persona era de 20.110 €.

### Activitats econòmiques
Dels 128 establiments que hi havia el 2007, 3 eren d'empreses alimentàries, 2 d'empreses de fabricació d'altres productes industrials, 16 d'empreses de construcció, 29 d'empreses de comerç i reparació d'automòbils, 2 d'empreses de transport, 23 d'empreses d'hostatgeria i restauració, 2 d'empreses d'informació i comunicació, 4 d'empreses financeres, 8 d'empreses immobiliàries, 17 d'empreses de serveis, 11 d'entitats de l'administració pública i 11 d'empreses classificades com a «altres activitats de serveis».
Dels 39 establiments de servei als particulars que hi havia el 2009, 1 era una oficina de correu, 1 taller de reparació d'automòbils i de material agrícola, 1 paleta, 3 guixaires pintors, 2 fusteries, 3 lampisteries, 6 electricistes, 2 perruqueries, 3 veterinaris, 10 restaurants, 5 agències immobiliàries i 2 salons de bellesa.
Dels 12 establiments comercials que hi havia el 2009, 1 era un hipermercat, 1 una botiga de més de 120 m², 3 fleques, 1 una fleca, 1 una botiga de congelats, 3 botigues de roba, 1 una botiga de roba i 1 una joieria.
L'any 2000 a Merville-Franceville-Plage hi havia 10 explotacions agrícoles que ocupaven un total de 388 hectàrees.

## Equipaments sanitaris i escolars
L'únic equipament sanitari que hi havia el 2009 era una farmàcia.
El 2009 hi havia 1 escola maternal i 1 escola elemental. Merville-Franceville-Plage disposava d'un col·legi d'educació secundària amb 350 alumnes.

## Poblacions més properes
El següent diagrama mostra les poblacions més properes.